# Hymenoxys robusta
Hymenoxys robusta là một loài thực vật có hoa trong họ Cúc. Loài này được (Rusby) K.F.Parker mô tả khoa học đầu tiên năm 1962.